# 八木紀一郎
八木 紀一郎（やぎ きいちろう、1947年2月11日 - ）は、日本のマルクス経済学者。専門は、進化経済学・制度経済学・オーストリア学派。学位は、経済学博士（京都大学・論文博士・1989年）。京都大学名誉教授。元摂南大学学長。元経済理論学会代表幹事。
オーストリア学派研究の日本における第一人者であり、カール・メンガー、オイゲン・フォン・ベーム＝バヴェルク、ヨーゼフ・シュンペーターなどを論じている。フリードリヒ・ハイエク全集（春秋社）の編集委員である。

## 略歴
- 1971年 東京大学文学部社会学科卒業（文学士）。名古屋大学大学院経済学研究科修士課程入学
- 1972年 文部省学生交流制度によりドイツ留学。（フライブルク大学・フランクフルト大学）（1974年まで）
- 1975年 名古屋大学大学院経済学研究科修士課程修了（経済学修士）
- 1978年 名古屋大学大学院経済学研究科博士課程単位取得満期退学（平田清明門下）、岡山大学経済学部講師。
- 1980年 同助教授
- 1981年 同教授
- 1984年 京都大学経済学部助教授（併任）
- 1985年 京都大学経済学部助教授（専任）
- 1988年 同教授
- 1989年 論文『オーストリア経済思想史研究 -中欧（ハプスブルク）帝国と経済学者-』で京都大学より経済学博士の学位を取得
- 2003年 経済学史学会代表幹事[2]
- 2009年 京都大学大学院経済学研究科研究科長
- 2010年 同研究科長満了・京都大学定年退職・同大学名誉教授。摂南大学経済学部教授、経済学部長。経済理論学会代表幹事[3]
- 2015年 摂南大学学長（2019年退職）

2001年から2004年まで経済理論学会幹事、2010年から経済理論学会第12代代表幹事、2003年から2005年まで経済学史学会代表幹事、2003年から2006年まで進化経済学会副会長をそれぞれ務める。東京財団仮想制度研究所 (VCASI) フェローも務める。

## 著書

### 単著
- 『オーストリア経済思想史研究――中欧帝国と経済学者』（名古屋大学出版会、1988年）- 博士論文
- 『経済思想』（日本経済新聞社［日経ビジネス文庫］、1993年、日経文庫、2011年）
- 『近代日本の社会経済学』（筑摩書房、1999年）
- 『ウィーンの経済思想――メンガー兄弟から20世紀へ』（ミネルヴァ書房、2004年）
- 『社会経済学――資本主義を知る』（名古屋大学出版会、2006年）
- 『国境を越える市民社会地域に根ざす市民社会―現代政治経済学論集』（桜井書店、2017年）
- 『20世紀知的急進主義の軌跡―初期フランクフルト学派の社会科学者たち』（みすず書房、2021年）

### 共著
- （持田信樹・落合仁司・柳田辰雄・橘川武郎）『市場と国家』（木鐸社, 1992年）
- （中村達也・新村聡・井上義朗）『経済学の歴史――市場経済を読み解く』（有斐閣、2001年）
- （宇仁宏幸）『資本主義のしくみ』（ナツメ社、2003年）

### 編著
- 『社会経済体制の移行と進化』（シュプリンガー・フェアラーク東京、2003年）
- 『経済思想 (7) 経済思想のドイツ的伝統』（日本経済評論社、2006年）

### 共編著
- （平田清明・山田鋭夫）『現代市民社会の旋回』（昭和堂, 1987年）
- （大田一廣・鈴木信雄・高哲男）『経済思想史――社会認識の諸類型』（名古屋大学出版会, 1995年／新版、2006年）
- （真継隆）『社会経済学の視野と方法――ドイツと日本』（ミネルヴァ書房, 1996年）
- （住谷一彦）『歴史学派の世界』（日本経済評論社, 1998年）
- （山田鋭夫・千賀重義・野沢敏治）『復権する市民社会論――新しいソシエタル・パラダイム』（日本評論社、1998年）
- （森岡孝二・杉浦克己）『21世紀の経済社会を構想する――政治経済学の視点から』（桜井書店, 2001年）
- （若森章孝・清水耕一・長尾伸一）『EU経済統合の地域的次元――クロスボーダー・コーペレーションの最前線』（ミネルヴァ書房、2007年）

### 訳書
- カール・メンガー『一般理論経済学 (1・2)』（みすず書房、1982年-1984年）
- G・M・ホジソン『現代制度派経済学宣言』（名古屋大学出版会、1997年）
- カール・メンガー『国民経済学原理』（日本経済評論社、1999年）
- J・A・シュンペーター『資本主義は生きのびるか――経済社会学論集』（名古屋大学出版会、2001年）